# Suzanne Rivard
Suzanne Rivard est une spécialiste canadienne (québécoise) en technologies de l'information (TIC). Ses travaux traitent principalement de la gestion stratégique des technologies de l’information (TI), la gestion du risque et la gestion de l'implantation des TI.

## Biographie
Elle a obtenu un baccalauréat en administration des affaires aux HEC (Montréal). En 1975, elle a obtenu une maîtrise en administration des affaires aux HEC. En 1983, pour une thèse portant sur les utilisateurs de l'informatique, elle obtient un doctorat en systèmes d'information de la Richard D. Ivey School of Business de l'Université Western Ontario.
En 2005, son article Multilevel Model of Resistance to Information Technology Implementation est primé "meilleur article de l'année" du MIS Quarterly.
En 2009, elle est professeure en TIC aux HEC. Elle est également titulaire de la chaire de gestion stratégique des technologies de l'information des HEC.

## Prix et distinctions
- 2007 : on lui remet le prix Gérard-Parizeau pour son expertise en TI[4].
- 2009 : elle obtient le prix Acfas Marcel-Vincent pour ses recherches en TIC[2].
- 2017 : on lui remet le Grand Prix de recherche Pierre-Laurin, pour souligner sa contribution au rayonnement scientifiques de HEC Montréal.